# Ústavy Čínské lidové republiky
První ústava Čínské lidové republiky byla vyhlášena v roce 1954. Po dvou dalších verzích ústavy z let 1975 a 1978 byla současná ústava vyhlášená v roce 1982. Mezi každou z těchto verzí byly významné rozdíly a ústava z roku 1982 byla několikrát pozměněna. Změna ústavních úmluv navíc vedla k významným změnám ve struktuře čínské vlády.

## Společný program (1949)
Přípravný výbor Nového politického poradního shromáždění (NPPS) změnil název na Čínské lidové politické poradní shromáždění (ČLPPS) a vypracoval dokument nazvaný Společný program ČLPPS. Tento program byl ve skutečnosti prozatímní ústavou, specifikující strukturu nové vlády a určující název a symboly nového státu. Budoucí stát v něm charakterizoval jako novodemokratický, založený na diktatuře lidu. Jako bezprostřední cíl určil osvobození celé země a zajištění suverenity a integrity celého území, odstranění privilegií imperialistických států, likvidaci feudálních a polofeudálních vztahů na venkově a ochranu státního, soukromého a družstevního vlastnictví. Společný program dále formuloval práva a povinnosti občanů nového státu, deklaroval zrovnoprávnění žen a rovnoprávné postavení všech národností, ale ne právo na osamostatnění. V zahraničněpolitické části zdůraznil snahu postavit se po bok „mírumilovných a svobodymilovných národů se zvláštním důrazem na přátelství s SSSR a zeměmi lidových demokracií. 
Na zasedání ve dnech 21.-29. září byl zvolen celostátní výbor ČLPPS 1. funkčního období, který do roku 1954 plnil funkci parlamentu. Nový stát nazvaný Čínská lidová republika byl vyhlášen 21. září 1949 při ustavující schůzi ČLPPS a posléze oslaven 1. října 1949 z Brány nebeského klidu v centru staronového hlavního města Pekingu. 

## Ústava z roku 1954
Ústava z roku 1954 obsahovala preambuli a 108 článků uspořádaných do čtyř hlav. Stanovila vládní strukturu pozoruhodně podobnou současnému systému. Hlava druhá Ústavy z roku 1954 vytvořila vládní systém složený ze šesti strukturálních částí. Nejvyšším orgánem vlády byl zákonodárný sbor, Všečínské shromáždění lidových zástupců. Výkonná moc byla složena z prezidenta a Státní rady . Vláda na nižší než celostátní úrovni měla být složena z lidových kongresů a lidových výborů různých úrovní. Autonomní etnické oblasti by rozhodovaly o svých formách vlády podle přání „většiny lidí“ v těchto oblastech. Soudní systém tvořila hierarchie soudů vedená Nejvyšším soudem a Nejvyšší prokuraturou (která by vyšetřovala zločiny ze strany vlády).
Hlava třetí, základní práva a povinnosti občanů, zaručovala relativně komplexní soubor lidských práv, ale také zavedla povinnost platit daně, vykonávat vnitrostátní službu (povinná vojenská služba) a dodržovat zákon.

## Ústava z roku 1975
V roce 1957, kdy započalo Hnutí proti pravičákům, se považuje za začátek řady politických hnutí, během nichž se nedodržovala ochrana Ústavy proti zasahování strany do soudnictví. To vyvrcholilo v Kulturní revoluci (1966-1976), období, ve kterém běžná operace vlády prakticky skončila. Během tohoto období většina vládních orgánů v celé zemi přestala fungovat; různé úrovně vlád lidí byly nahrazeny revolučními výbory.
V roce 1975 se Mao Ce-tung a jeho příznivci snažili formalizovat svou moc vyhlášením nové ústavy. Podle Ústavy z roku 1975 byla funkce prezidenta zrušena a tím se Mao, jakožto předseda komunistické strany, se stal jediným centrem moci. Formální povinnosti prezidenta jako hlavy státu měl vykonávat předseda Všečínského shromáždění lidových zástupců (v tehdejší době Ču Te). Ústava byla zkrácena na 30 článků, a tím se značně zkrátila i základní práva a povinnosti občanů. Mezi odstraněné záruky patří mimo jiné lidská práva, která zahrnují práva na vlastnictví a soukromí, svobodu od politické diskriminace, svobodu pohybu, svobodu projevu a uměleckou svobodu. Současně byla také zrušena povinnost platit daně.

## Ústava z roku 1978
Mao zemřel v roce 1976 a Banda čtyř, která ovládla čínskou politiku, byla v říjnu 1976 vytlačena z moci. Ústava z roku 1978 byla vyhlášena v březnu 1978 pod vedením Chua Kuo-fenga. Obsahovala 60 sekcí uspořádaných do čtyř hlav. V mnoha ohledech byla Ústava z roku 1978 kompromisem mezi vůlí prozatímního vedení upevnit moc pomocí Maovy mravní autority, přičemž reagovala na lidovou touhu zvrátit levicovou extremitu z předchozího období. Na jedné straně si nová ústava na mnoha místech zachovala ideologický tón ústavy z roku 1975, jako je tomu v článku 16 („Státní úředníci musí pilně studovat marxismus, leninismus a Mao Ce-tungovo učení, sloužit lidem zcela srdečně ... “) a článek 19 („ Základní úlohou ozbrojených sil je: [...] bránit destabilizaci a invazi ze strany sociálního imperialismu, imperialismu a stoupenců “). Současně byla zdůrazněna potřeba „socialistické demokracie“ (článek 3) a vládní systém z roku 1954 byl do značné míry obnoven.

## Ústava z roku 1982
Přijetí čtvrté a prozatím poslední Ústavy ČLR v roce 1982 je signálem dokončení dramatických proměn započatých po Maově smrti a v politické rovině by nemohlo být nic vzdálenějšího politickému modelu, jejž prosazoval tento stále ještě uznávaný, byť od základů reinterpretovaný zemřelý vůdce. 
Ústava z roku 1982 se zrodila v politickém prostředí, kde byla minulost, včetně Maových „chyb“ a téměř všech politik komunistické strany z roku 1949, znovu objektivně přezkoumána a budoucnost země, včetně provádění tržních ekonomických reforem, byla být otevřeně debatován. Výsledkem bylo, že ústava z roku 1982 vrátila vládní strukturu široce, která byla zřízena v roce 1954, s obnovením předsednictví. Základní práva a povinnosti občanů byla značně rozšířena a povýšena na hlavu druhou před ustanoveními o struktuře vlády. Ústava z roku 1982 byla následně změněna v letech 1988, 1993, 1999, 2004 a 2018 a obecně upravovala ústavu v souladu s hospodářskými a politickými reformami v tomto období. Aktuální kompilace se datuje od 11. března 2018.